# Langer
Langer jest to nazwisko pochodzenia niemieckiego oznaczające słowo wysoki.

## Demografia
Zgodnie z serwisem heraldycznym nazwiskiem tym w Polsce na początku lat 90 XX w. pod względem liczby osób o danym nazwisku zarejestrowanych w bazie PESEL posługiwało się 2458 osób. Taka liczba osób legitymujących się nazwiskiem Langer plasuje je na pozycji 2178 wśród najpopularniejszych nazwisk w Polsce. W poniższej tabeli w uproszczony sposób zostało przedstawione, na jakim terenie Polski zamieszkują.
| Podział administracyjny po reformie 1999 r. | Podział administracyjny po reformie 1999 r. | Podział administracyjny po reformie 1999 r. | Podział administracyjny 1975-1998 | Podział administracyjny 1975-1998 | Podział administracyjny 1975-1998 |
| Położenie                                   | Nazwa                                       | Liczba zarejestrowanych osób                | Położenie                         | Nazwa                             | Liczba zarejestrowanych osób      |
| ------------------------------------------- | ------------------------------------------- | ------------------------------------------- | --------------------------------- | --------------------------------- | --------------------------------- |
|                                             | dolnośląskie                                | 100                                         |                                   | wałbrzyskie                       | 22                                |
|                                             | dolnośląskie                                | 100                                         | wrocławskie                       | 38                                |                                   |
|                                             | dolnośląskie                                | 100                                         | jeleniogórskie                    | 19                                |                                   |
|                                             | dolnośląskie                                | 100                                         | legnickie                         | 21                                |                                   |
|                                             | kujawsko-pomorskie                          | 48                                          |                                   | włocławskie                       | 4                                 |
|                                             | kujawsko-pomorskie                          | 48                                          | toruńskie                         | 1                                 |                                   |
|                                             | kujawsko-pomorskie                          | 48                                          | bydgoskie                         | 43                                |                                   |
|                                             | lubelskie                                   | 5                                           |                                   | lubelskie                         | 5                                 |
| Województwo zamojskie                       | lubelskie                                   | 5                                           | zamojskie                         | -                                 |                                   |
|                                             | lubelskie                                   | 5                                           | chełmskie                         | -                                 |                                   |
|                                             | lubelskie                                   | 5                                           | bialskopodlaskie                  | -                                 |                                   |
|                                             | lubuskie                                    | 27                                          |                                   | zielonogórskie                    | 20                                |
|                                             | lubuskie                                    | 27                                          | gorzowskie                        | 7                                 |                                   |
|                                             | łódzkie                                     | 59                                          |                                   | łódzkie                           | 52                                |
|                                             | łódzkie                                     | 59                                          | sieradzkie                        | 4                                 |                                   |
|                                             | łódzkie                                     | 59                                          | piotrkowskie                      | 2                                 |                                   |
|                                             | łódzkie                                     | 59                                          | skierniewickie                    | 1                                 |                                   |
|                                             | małopolskie                                 | 101                                         |                                   | krakowskie                        | 63                                |
| Województwo nowosądeckie                    | małopolskie                                 | 101                                         | nowosądeckie                      | 31                                |                                   |
|                                             | małopolskie                                 | 101                                         | tarnowskie                        | 7                                 |                                   |
|                                             | mazowieckie                                 | 78                                          |                                   | warszawskie                       | 68                                |
|                                             | mazowieckie                                 | 78                                          | ostrołęckie                       | 2                                 |                                   |
|                                             | mazowieckie                                 | 78                                          | radomskie                         | 8                                 |                                   |
|                                             | mazowieckie                                 | 78                                          | ciechanowskie                     | -                                 |                                   |
|                                             | mazowieckie                                 | 78                                          | siedleckie                        | -                                 |                                   |
|                                             | mazowieckie                                 | 78                                          | płockie                           | -                                 |                                   |
|                                             | opolskie                                    | 379                                         |                                   | opolskie                          | 379                               |
|                                             | podkarpackie                                | 29                                          | Województwo rzeszowskie           | rzeszowskie                       | 3                                 |
| Województwo przemyskie                      | podkarpackie                                | 29                                          | przemyskie                        | -                                 |                                   |
| Województwo tarnobrzeskie                   | podkarpackie                                | 29                                          | tarnobrzeskie                     | 17                                |                                   |
| Województwo krośnieńskie                    | podkarpackie                                | 29                                          | krośnieńskie                      | 9                                 |                                   |
|                                             | podlaskie                                   | 6                                           |                                   | białostockie                      | 6                                 |
|                                             | podlaskie                                   | 6                                           | łomżyńskie                        | -                                 |                                   |
|                                             | pomorskie                                   | 56                                          |                                   | gdańskie                          | 49                                |
|                                             | pomorskie                                   | 56                                          | słupskie                          | 6                                 |                                   |
|                                             | pomorskie                                   | 56                                          | elbląskie                         | 1                                 |                                   |
|                                             | śląskie                                     | 1426                                        |                                   | katowickie                        | 1343                              |
|                                             | śląskie                                     | 1426                                        | bielskie                          | 21                                |                                   |
|                                             | śląskie                                     | 1426                                        | częstochowskie                    | 62                                |                                   |
|                                             | świętokrzyskie                              | 27                                          | Województwo kieleckie             | kieleckie                         | 27                                |
|                                             | warmińsko-mazurskie                         | 17                                          |                                   | olsztyńskie                       | 12                                |
|                                             | warmińsko-mazurskie                         | 17                                          | suwalskie                         | 5                                 |                                   |
|                                             | wielkopolskie                               | 67                                          |                                   | poznańskie                        | 44                                |
| Województwo konińskie                       | wielkopolskie                               | 67                                          | konińskie                         | 3                                 |                                   |
|                                             | wielkopolskie                               | 67                                          | pilskie                           | 11                                |                                   |
|                                             | wielkopolskie                               | 67                                          | leszczyńskie                      | 5                                 |                                   |
|                                             | wielkopolskie                               | 67                                          | kaliskie                          | 4                                 |                                   |
|                                             | zachodniopomorskie                          | 33                                          |                                   | szczecińskie                      | 17                                |
| Województwo koszalińskie                    | zachodniopomorskie                          | 33                                          | koszalińskie                      | 16                                |                                   |

## Znani przedstawiciele
- Lucyna Langer-Kałek (1956-) – polska lekkoatletka
- Gwido Langer (1894-1948) – pułkownik dyplomowany piechoty Wojska Polskiego, kierownik Biura Szyfrów
- Antoni Langer (1888-1962) – polski działacz polityczny, poseł na Sejm I, II i III kadencji